# Marsdenia fraseri
Marsdenia fraseri är en oleanderväxtart som beskrevs av George Bentham. Marsdenia fraseri ingår i släktet Marsdenia och familjen oleanderväxter. Inga underarter finns listade i Catalogue of Life.